# Matic Kotar
Matic Kotar (* 4. Mai 1997 in Ljubljana) ist ein slowenischer Handballspieler.

## Karriere
Kotar spielte in seiner Jugend bei RK Trimo Trebnje. Zwischen 2013/14 und 2018/19 lief er für die erste Mannschaft von Trebnje auf. 2019/20 und 2020/21 stand der Rechtshänder beim SC Ferlach unter Vertrag. Zwischen 2021/22 und 2024/25 lief Kotar für Bregenz Handball auf. In seiner ersten Saison bei den Vorarlbergern feierte er, mit dem Team, den Titel im ÖHB-Cup. Seit der Saison 2025/26 läuft der Rückraumspieler für die HSG Graz auf.

## Erfolge
- Bregenz Handball
  - Österreichischer Pokalsieger 2021/22

## Saisonstatistik

### HLA Meisterliga
| 2019/20   | Saison aufgrund der COVID-19-Pandemie in Österreich abgebrochen | Saison aufgrund der COVID-19-Pandemie in Österreich abgebrochen | Saison aufgrund der COVID-19-Pandemie in Österreich abgebrochen | Saison aufgrund der COVID-19-Pandemie in Österreich abgebrochen | Saison aufgrund der COVID-19-Pandemie in Österreich abgebrochen | Saison aufgrund der COVID-19-Pandemie in Österreich abgebrochen | Saison aufgrund der COVID-19-Pandemie in Österreich abgebrochen | Saison aufgrund der COVID-19-Pandemie in Österreich abgebrochen | Saison aufgrund der COVID-19-Pandemie in Österreich abgebrochen | Saison aufgrund der COVID-19-Pandemie in Österreich abgebrochen |
| 2020/21   | SC Ferlach                                                      | HLA Meisterliga                                                 | 020                                                             | 072                                                             | 10/14                                                           | 062                                                             |                                                                 |                                                                 |                                                                 |                                                                 |
| 2021/22   | Bregenz Handball                                                | HLA Meisterliga                                                 | 025                                                             | 065                                                             | 1/1                                                             | 064                                                             |                                                                 |                                                                 |                                                                 |                                                                 |
| 2022/23   | Bregenz Handball                                                | HLA Meisterliga                                                 | 024                                                             | 117                                                             | 53/69                                                           | 064                                                             |                                                                 |                                                                 |                                                                 |                                                                 |
| 2023/24   | Bregenz Handball                                                | HLA Meisterliga                                                 | 023                                                             | 083                                                             | 8/11                                                            | 075                                                             |                                                                 |                                                                 |                                                                 |                                                                 |
| 2024/25   | Bregenz Handball                                                | HLA Meisterliga                                                 | 013                                                             | 032                                                             | 1/2                                                             | 031                                                             |                                                                 |                                                                 |                                                                 |                                                                 |
| 2019–2025 | gesamt                                                          | HLA Meisterliga                                                 | 105                                                             | 369                                                             | 73/97 (75 %)                                                    | 296                                                             |                                                                 |                                                                 |                                                                 |                                                                 |